# Удар Фабра
Удар Фабра фр. Coup Fabre  — стандартная комбинация в международных шашках.  Играет важную роль в так называемой классической партии. Комбинация носит имя экс-чемпиона мира Мариуса Фабра, который ввел его в широкую практику.
Диаграмма показывает основную идею удара Фабра. Белые выигрывают по 27-22 (18x27) 33-29 (24x31) 30-24 и белые бьют 28х37 с выигрышем шашки.

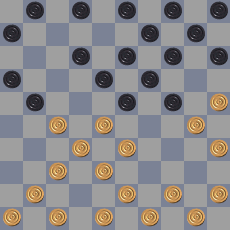
Диаграмма